# Taça da Liga 2021/22
De Taça da liga Portugal 2021-22 is de 15e editie van de  Taça da Liga een voetbaltoernooi voor clubteams uit Portugal. Het toernooi begon op 23 juli 2021 met de wedstrijden in de 1e ronde en zal eindigen met de finale op 26 januari 2022. Sporting CP is de titelhouder.

## Derde Ronde

### Groep A
| Pos | Team                 | Wed | W | G | V | Ptn | DV | DT | +/− | Kwalificatie       |   | BEN | GUI | SCC |
| --- | -------------------- | --- | - | - | - | --- | -- | -- | --- | ------------------ | - | --- | --- | --- |
| 1   | Benfica              | 2   | 1 | 1 | 0 | 4   | 6  | 3  | +3  | naar Halve finales |   | —   | —   | 3–0 |
| 2   | Vitória de Guimarães | 2   | 1 | 1 | 0 | 4   | 5  | 3  | +2  |                    |   | 3–3 | —   | —   |
| 3   | Sporting da Covilhã  | 2   | 0 | 0 | 2 | 0   | 0  | 5  | −5  |                    | — | 0–2 | —   |     |

### Groep B
| Pos | Team        | Wed | W | G | V | Ptn | DV | DT | +/− | Kwalificatie       |     | SPO | FAM | PEN |
| --- | ----------- | --- | - | - | - | --- | -- | -- | --- | ------------------ | --- | --- | --- | --- |
| 1   | Sporting CP | 2   | 2 | 0 | 0 | 6   | 3  | 1  | +2  | naar halve finales |     | —   | 2–1 | —   |
| 2   | Famalicão   | 2   | 1 | 0 | 1 | 3   | 6  | 2  | +4  |                    |     | —   | —   | 5–0 |
| 3   | Penafiel    | 2   | 0 | 0 | 2 | 0   | 0  | 6  | −6  |                    | 0–1 | —   | —   |     |

### Groep C
| Pos | Team              | Wed | W | G | V | Ptn | DV | DT | +/− | Kwalificatie       |   | BOA | PAÇ | BRA |
| --- | ----------------- | --- | - | - | - | --- | -- | -- | --- | ------------------ | - | --- | --- | --- |
| 1   | Boavista          | 2   | 2 | 0 | 0 | 6   | 7  | 2  | +5  | Naar halve finales |   | —   | —   | 5–1 |
| 2   | Paços de Ferreira | 2   | 0 | 1 | 1 | 1   | 1  | 2  | −1  |                    |   | 1–2 | —   | —   |
| 3   | Braga             | 2   | 0 | 1 | 1 | 1   | 1  | 5  | −4  |                    | — | 0–0 | —   |     |

### Groep D
| Pos | Team        | Wed | W | G | V | Ptn | DV | DT | +/− | Kwalificatie            |     | STA | POR | RAV |
| --- | ----------- | --- | - | - | - | --- | -- | -- | --- | ----------------------- | --- | --- | --- | --- |
| 1   | Santa Clara | 2   | 1 | 1 | 0 | 4   | 5  | 3  | +2  | gaat naar halve finales |     | —   | 3–1 | —   |
| 2   | Porto       | 2   | 1 | 0 | 1 | 3   | 2  | 3  | −1  |                         |     | —   | —   | 1–0 |
| 3   | Rio Ave     | 2   | 0 | 1 | 1 | 1   | 2  | 3  | −1  |                         | 2–2 | —   | —   |     |

## Halve finales
|                             |                                                |     |                                                |                                                                                  |
| 25 januari 2022 19:45 (UTC) | SL Benfica                                     | 1–1 | Boavista                                       | Estádio Dr. Magalhães Pessoa Toeschouwers: 7.539 Scheidsrechter: Fábio Veríssimo |
| 25 januari 2022 19:45 (UTC) | Everton 16'                                    |     | Gustavo 53' (pen.)                             | Estádio Dr. Magalhães Pessoa Toeschouwers: 7.539 Scheidsrechter: Fábio Veríssimo |
| 25 januari 2022 19:45 (UTC) | Strafschoppen                                  |     |                                                | Estádio Dr. Magalhães Pessoa Toeschouwers: 7.539 Scheidsrechter: Fábio Veríssimo |
| 25 januari 2022 19:45 (UTC) | *Pizzi - Grimaldo - Meïté - Vertonghen - Weigl | 3–2 | * Pérez - Musa - De Santis - Abascal - Hamache | Estádio Dr. Magalhães Pessoa Toeschouwers: 7.539 Scheidsrechter: Fábio Veríssimo |

|                             |                                          |     |                |                                                                                |
| 26 januari 2022 19:45 (UTC) | Sporting CP                              | 2-1 | CD Santa Clara | Estádio Dr. Magalhães Pessoa Toeschouwers: 7.337 Scheidsrechter: António Nobre |
| 26 januari 2022 19:45 (UTC) | Villanueva 16' (e.d.) Sarabia 65' (pen.) |     | Lincoln 32'    | Estádio Dr. Magalhães Pessoa Toeschouwers: 7.337 Scheidsrechter: António Nobre |

## Finale
|                             |            |   |             |                              |
| 29 januari 2022 19:45 (UTC) | SL Benfica | – | Sporting CP | Estádio Dr. Magalhães Pessoa |
| 29 januari 2022 19:45 (UTC) |            |   |             | Estádio Dr. Magalhães Pessoa |